# Phthiracarus leliehoekensis
Phthiracarus leliehoekensis är en kvalsterart som beskrevs av Wojciech Niedbała 2006. Phthiracarus leliehoekensis ingår i släktet Phthiracarus och familjen Phthiracaridae. Inga underarter finns listade i Catalogue of Life.